# Ngựa yên Pháp

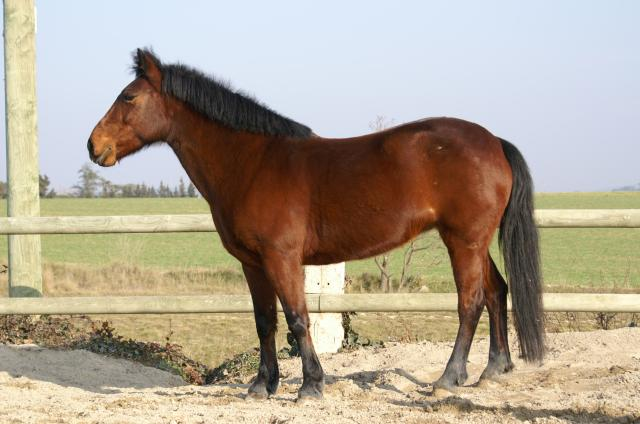
Một con ngựa yên Pháp

Ngựa yên Pháp cũng gọi là Poney Français de Selle là giống ngựa có nguồn gốc từ nước Pháp, chúng được phát triển như một con ngựa thể thao cho trẻ em và người lớn nhỏ. 

## Đại cương
Ban đầu nó được phát triển vào năm 1969 như là Poney de Croisement (lai chéo với ngựa lùn), và năm 1972 một cuốn sách stud đã được tạo ra. Năm 1991, loài này được đổi tên thành Poney Français de Selle. Loài này kết hợp một sự pha trộn của các giống ngựa của Anh và Pháp, cũng như Ngựa Thuần Chủng và máu ngựa Ả rập để tạo ra con ngựa hôm nay. Do số lượng lớn các giống được sử dụng để tạo ra các con ngựa yên Pháp, vẫn chưa có một định nghĩa của các đặc tính vật lý với giống này, mặc dù tất cả các xu hướng bị phù hợp cho sự cạnh tranh trong ngành cưỡi ngựa bao gồm cả cách trang điểm, chương trình nhảy thi thố.

## Đặc điểm

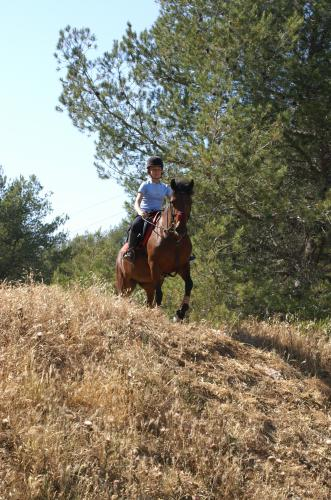

Saddle Pony khi đứng cao tới 125–148 cm và có thể là bất kỳ màu nào. Một bộ tiêu chuẩn loại này chưa tồn tại, do sự khác biệt trong dòng máu giữa những con ngựa khác nhau, nhưng kiểu mong muốn là các một con ngựa yên xe nhỏ. Mặc dù sự khác biệt, phần lớn của ngựa có một số đặc tính vật lý chung. Đầu nhỏ với một góc cạnh trực tiếp hoặc lồi. Cổ dài, tới vai nổi bật, rộng ngực sâu và vai dốc và dài. Mông dốc và chân rất mạnh với bắp lớn, khớp và gân sạch sẽ xác định rõ ràng.

## Lịch sử
Các chương trình nhân giống cho Saddle Pony được khởi xướng vào năm 1969 bởi Hiệp hội Française du Poney de Croisement, người muốn tạo ra và thúc đẩy một giống ngựa lùn thể thao của Pháp, ban đầu dưới tên Poney de Croisement. Một cuốn sách stud đã được tạo ra cho các giống vào năm 1972.
Và đến năm 1991 thì đăng ký đã được xếp lại để máu bên ngoài và loài này được đổi tên thành Poney Français de Selle. Ngựa đầu tiên được tạo ra từ một hỗn hợp của ngựa Ả Rập, ngựa New Forest, ngựa Welsh, ngựa Connemara và máu ngựa thuần chủng. Sau đó là ngựa Landais, ngựa Pottok, ngựa Merens và máu ngựa Basque đã được bổ sung.
Ngày nay, các vùng chăn nuôi lớn nhất là ở Mayenne, Normandy và Brittany, mặc dù loài này có thể được tìm thấy trên khắp nước Pháp. Do sự thành công của nó trong thi đấu cạnh tranh, nó đang trở thành ngày càng phổ biến ở nước ngoài. Giữa năm 1977 và năm 2000, số lượng hồ sơ của con ngựa này đăng ký tăng từ 95 lên gần 1.300, mặc dù dân số đã giảm nhẹ từ năm 1997 và 2012. Một xu hướng chung cho tất cả các giống ngựa Pháp

## Sử dụng
Chúng chủ yếu được sử dụng như cưỡi ngựa trong các sự kiện cạnh tranh như chương trình nhảy, dressage, nhưng cũng được dùng ngựa để cưỡi và khai thác giải trí. Nhiều trường học cưỡi sử dụng chúng cho người mới tập cưỡi ngựa, mặc dù chúng cũng được nhìn thấy trong cuộc cạnh tranh cao như các cấp độ quốc tế. Các giống này lấp đầy một vai trò tương tự như của các ngựa lùn Anh và ngựa cưỡi Đức.